# Gipf-Oberfrick
Gipf-Oberfrick est une commune suisse du canton d'Argovie.

Vue aérienne (1950)

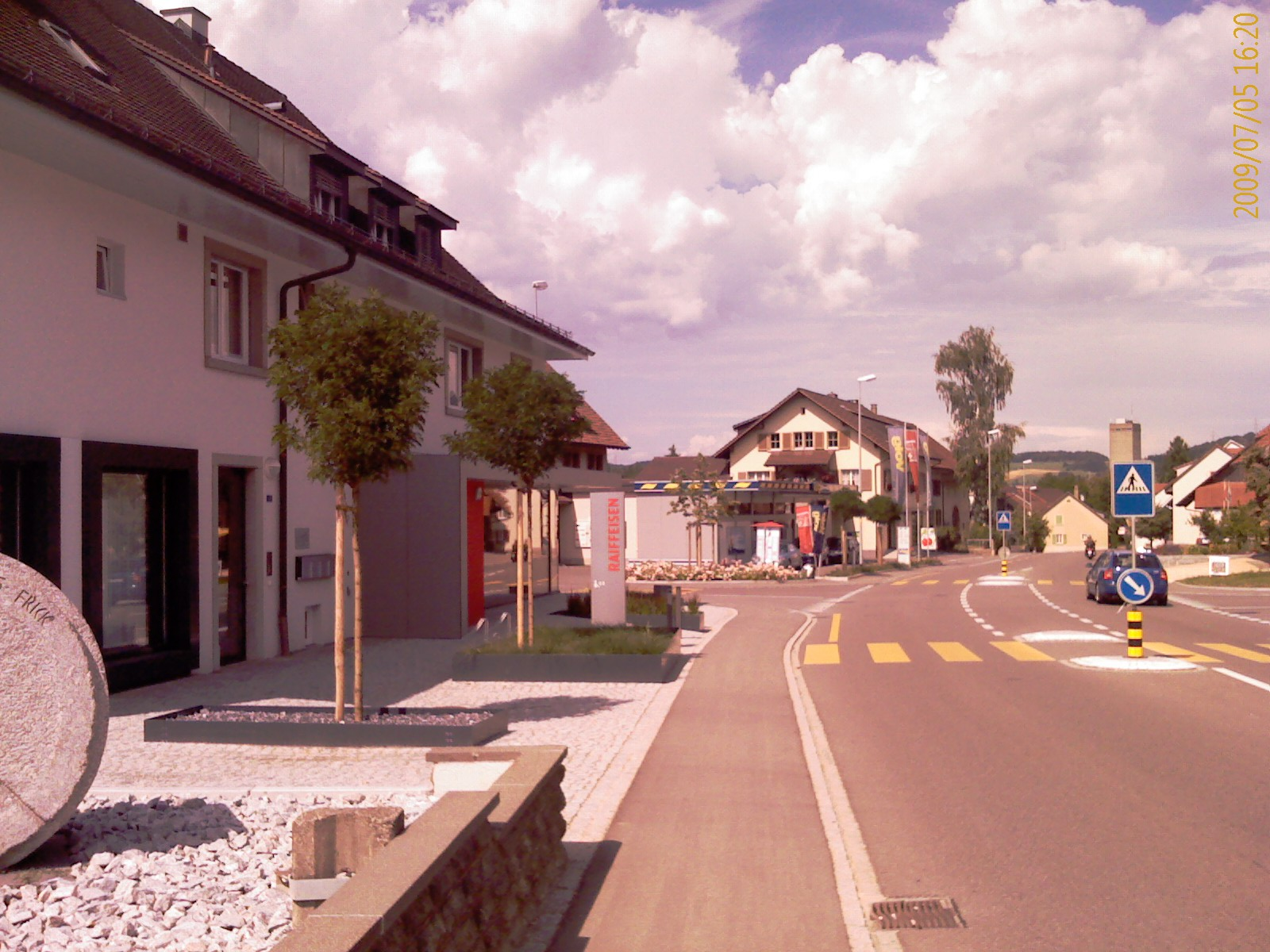
Rue de Gipf-Oberfrick.